# Instituto Nacional de Estatísticas do Chile
O Instituto Nacional de Estatísticas (INE) é o organismo estatal chileno, criado na segunda metade do século XIX, que tem por finalidade  realizar os censos gerais de população e moradias, e produzir, recopilar e publicar as estatísticas oficiais, além de outras tarefas específicas que lhe encomenda-la lei.

## Antecedentes
Seus antecedentes se encontram nas iniciativas do presidente Manuel Bulnes Prieto e seu ministro Manuel Rengifo por levantar o segundo censo da população e obter dados estatísticos do território nacional. 
Pelo Decreto N° 18, de 27 de março de 1843, se cria o Escritório de Estatística do  Ministério do Interior com o fim de prover conhecimento dos departamentos e províncias. Encarregando-se de levantar o censo nacional de população cada 10 anos, segundo o prescrito pela Lei do Censo de 12 de julho de 1843. 
Recentemente pela Lei N° 187, de 17 de setembro de 1847 se estabelece como organismo permanente do Estado. Em 1853, já se exige legalmente que cada chefe de seção dos ministérios recopilam e entregam seus dados para o Escritório de Estatística. 
Posteriormente e por diversas modificações legais se chamou Direção Geral de Estatísticas (1927-1953), Serviço Nacional de Estatísticas e Censos (1953-1960), Direção de Estatísticas e Censos (1960-1970). A partir de 1970 possui sua atual denominação e desde 1927 depende do  Ministério da Economia.
Em 2012, a Secretária Executiva da CEPAL, Alicia Bárcena, anunciou que a agência optou por não continuar a participar na medida oficial de pobreza no país, depois de uma série de questões graves que afetam a precisão dos resultados do inquérito Casen.
O valor real da taxa de pobreza no Chile, medida pelo organismo, é controversa. O índice oficial fornecido pelo Instituto Nacional de Estatística, é amplamente criticado, empresas de consultoria privadas argumentam que a taxa oscila muito e que o seu verdadeiro valor tem aumentando.

## Publicações
A primeira publicação oficial, Repertório Nacional, se realiza em 1850. Seguido pelo Anuário Estatístico da República de Chile publicado interrupdamente entre 1866 e 1837, mudando de nome em 1926 para Anuário Estatístico do Chile. 
Em 1882 publica Sinopses Estatística e Geografia do Chile. Em 1911 se começam a publicar volumes estatísticos independentes por tema.

## Escândalo no Censo 2012
A 26 de abril de 2013 foi acusado criminalmente o diretor do Instituto Nacional de Estatísticas do Chile (INE), Francisco Labbe Opazo como teria manipulado os dados do Censo 2012, o escândalo terminou sua renuncia.26 
O subsecretário de Economia, Tomás Flores disse que era provável que repita o censo.Em 02 de março de 2014, foi noticiado que o novo governo de Michelle Bachelet vai realizar um novo censo em 2016, por causa de irregularidades graves.

## Ligação externa
- Site do INE do Chile